# William Wilson (calciatore)
William Lenkupae Wilson, noto anche come Will Wilson (Australia, 23 dicembre 2001), è un calciatore keniota con cittadinanza australiana, centrocampista svincolato.

## Biografia
Nato in Australia, suo padre è keniota (originario della contea di Samburu), mentre sua madre australiana.

## Caratteristiche tecniche
Di ruolo centrocampista, può giocare anche come ala sinistra.

## Carriera

### Club
Cresciuto nei settori giovanili del Box Hill Utd e del Melbourne Victory, il 24 novembre 2021 ha esordito tra i professionisti con quest'ultima nel successo ai rigori in FFA Cup contro il Perth Glory. In precedenza aveva anche giocato per la seconda squadra del club.
Il 26 agosto 2023 rescinde il proprio contratto col Melbourne Victory. Contestualmente si accasa ai C.C. Mariners.

### Nazionale
Nel marzo 2025 è stato convocato per la prima volta dal Kenya, nazionale delle sue origini, con cui ha esordito nel pareggio per 3-3 contro il Gambia, in cui ha realizzato il suo primo gol per la selezione keniota con cui ha fissato il punteggio sul 3-3 finale.

## Statistiche

### Cronologia presenze e reti in nazionale
| Cronologia completa delle presenze e delle reti in nazionale ― Kenya | Cronologia completa delle presenze e delle reti in nazionale ― Kenya | Cronologia completa delle presenze e delle reti in nazionale ― Kenya | Cronologia completa delle presenze e delle reti in nazionale ― Kenya | Cronologia completa delle presenze e delle reti in nazionale ― Kenya | Cronologia completa delle presenze e delle reti in nazionale ― Kenya | Cronologia completa delle presenze e delle reti in nazionale ― Kenya | Cronologia completa delle presenze e delle reti in nazionale ― Kenya |
| Data                                                                 | Città                                                                | In casa                                                              | Risultato                                                            | Ospiti                                                               | Competizione                                                         | Reti                                                                 | Note                                                                 |
| -------------------------------------------------------------------- | -------------------------------------------------------------------- | -------------------------------------------------------------------- | -------------------------------------------------------------------- | -------------------------------------------------------------------- | -------------------------------------------------------------------- | -------------------------------------------------------------------- | -------------------------------------------------------------------- |
| 20-3-2025                                                            | Abidjan                                                              | Gambia                                                               | 3 – 3                                                                | Kenya                                                                | Qual. Mondiali 2026                                                  | 1                                                                    | 46’ 80’                                                              |
| 23-3-2025                                                            | Nairobi                                                              | Kenya                                                                | 1 – 2                                                                | Gabon                                                                | Qual. Mondiali 2026                                                  | -                                                                    | 70’                                                                  |
| Totale                                                               |                                                                      | Presenze                                                             | 2                                                                    |                                                                      | Reti                                                                 | 1                                                                    |                                                                      |